# ویات (کالیفرنیا)
ویات (به انگلیسی: Weott) یک منطقهٔ مسکونی در ایالات متحده آمریکا است که در شهرستان هامبولت، کالیفرنیا واقع شده‌است. ویات ۱٫۹۹۸ کیلومتر مربع مساحت و ۲۸۸ نفر جمعیت دارد و ۱۰۰ متر بالاتر از سطح دریا واقع شده‌است.